# 치인의 고백

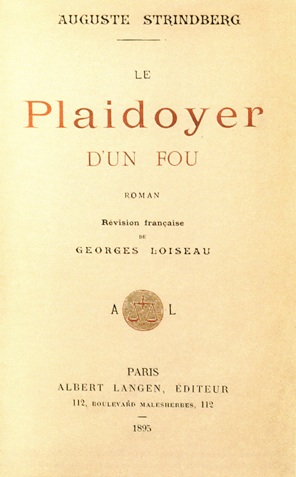

《치인의 고백》(프랑스어: Le Plaidoyer d'un fou)은 아우구스트 스트린드베리의 소설이다. 스트린드베리는 1887년 가을부터 이 소설을 쓰기 시작했으며 그 이듬해인 봄에 완성하였다.
이 작품은 작가 자신의 최초의 결혼생활의 발단으로부터 파국에 이르기까지의 적나라한 자전적 생활기록을 소설형식으로 엮어나간 것이다.
전체는 4부로 되어 있으며 내용은 ‘나’인 주인공이 남작 부인 마리아와 알게 되어 매혹된다. 가끔 그의 집을 방문하게 되어 그녀와 사랑을 맺게 된다. 무대 배우를 하려는 마리아의 재능이나 행동에 ‘나’는 가지가지의 의혹을 품게 되지만 그녀의 임신으로 정식으로 결혼을 하게 된다.
그러나 ‘나’의 눈에는 아내가 불의자(不義者)로서 또한 변태적인 교우자(交友者)로서 비쳤으며 부부 사이의 추(醜)한 싸움은 그치지 않는다. 그러나 이런 사이에도 이따금 찾아오는 화해와 포옹, 이런 것의 되풀이였다. 마지막으로는 홀아비나 가정교사의 생활이라고 자칭하고 ‘나’는 여섯 차례나 가출했다가 결국 자기 집으로 돌아간다는 데서 끝난다.
작중의 아내의 행동은 작자의 병적인 눈을 통하여 본 망상(妄想)이라고 보며 사실 그는 아내와 이별한 후의 아내가 그 자녀들을 양육해 나가는 모습에 깊이 뉘우쳐 15년 후의 작품 <다마스쿠스로>에서는 그녀에게 무고한 죄를 씌운 자기의 죄를 참회하고 있다.